# Jonas Sjölander
Jonas Sjölander (* 12. August 1965 in Härnösand) ist ein schwedischer Curler. 
Sein internationales Debüt hatte Sjölander bei der Juniorenweltmeisterschaft 1985 in Perth, er blieb aber ohne Medaille. 
Sjölander spielte für die schwedische Mannschaft bei den XV. Olympischen Winterspielen 1988 in Calgary, hier kam die Mannschaft auf den fünften Platz, und bei den XVI. Olympischen Winterspielen 1992 in Albertville, wo die Mannschaft auf dem achten Platz das Turnier abschloss.